# Femme dans une loge
Femme dans une loge (un des titres en anglais : Lydia in a Loge, Wearing a Pearl Necklace) est un tableau réalisé par la peintre américaine Mary Cassatt en 1879. De format vertical, cette huile sur toile est le portrait d'une jeune femme, sans doute sa sœur Lydia, alors qu'elle est assise en robe rose, éventail en main et collier uniforme au cou, contre un miroir d'une loge de l'opéra de Paris, à Paris, en France. Legs de Charlotte Dorrance Wright en 1978, l'œuvre est conservée au Philadelphia Museum of Art, à Philadelphie, en Pennsylvanie, aux États-Unis.